# Mabel Trunnelle

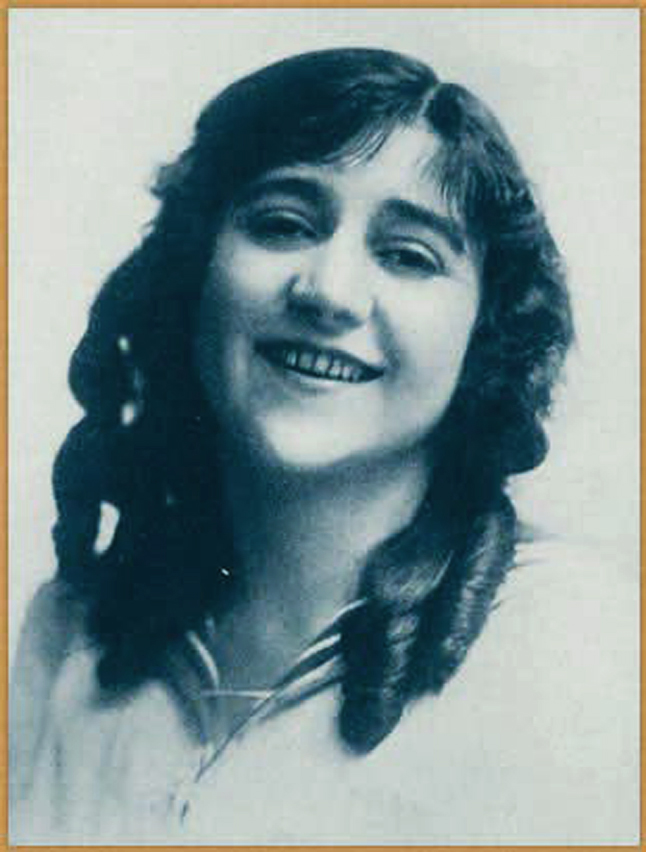
Mabel Trunnelle en Stars of the Photoplay (1916)

Mabel Trunnelle (8 de noviembre de 1879 – 20 de abril de 1981) fue una actriz cinematográfica estadounidense, activa en la época del cine mudo.

## Biografía
Nacida en Dwight, Illinois, a lo largo de su carrera actuó en 194 filmes rodados entre 1908 y 1923.
Con una considerable experiencia teatral previa, fue una actriz destacada del cine mudo estadounidense, casada con Herbert Prior, con el cual actuó con frecuencia. Buena parte de sus actuaciones tuvieron lugar en producciones de los Edison Studios.
Mabel Trunnelle falleció en 1981 en Glendale, California. Fue enterrada en el Cementerio Hollywood Forever, en Los Ángeles, California.

## Selección de su filmografía
- A Woman's Way, de D.W. Griffith (1908)
- The Prince and the Pauper, de J. Searle Dawley (1909)
- Nursing a Viper
- The Light That Came, de David W. Griffith (1909)
- Two Women and a Man, de David W. Griffith (1909)
- His First Valentine, de J. Searle Dawley (1910)
- The Princess and the Peasant, de J. Searle Dawley (1910)
- A Central American Romance, de J. Searle Dawley (1910)
- A Wireless Romance (1910)
- With Bridges Burned (1910)
- An Unselfish Love
- The Little Station Agent
- The Toymaker, the Doll and the Devil, de Edwin S. Porter (1910)
- The Captain's Bride
- Eldora, the Fruit Girl
- In the Days of Chivalry, de J. Searle Dawley (1911)
- With Interest to Date
- The Doctor, de J. Searle Dawley (1911)
- The Writing on the Blotter (1911)
- All for the Love of a Lady
- The Wedding Bell, de Oscar C. Apfel (1911)
- Silver Threads Among the Gold
- The Haunted Sentinel Tower (1911)
- The Quarrel on the Cliff
- Van Bibber's Experiment, de Ashley Miller (1911)
- How Willie Raised Tobacco
- The Star Spangled Banner
- The Doomed Ship
- The Battle of Bunker Hill, de Oscar C. Apfel y J. Searle Dawley (1911)
- The Venom of the Poppy (1911)
- At Jones Ferry
- Under the Tropical Sun, de J. Searle Dawley (1911)
- The Lighthouse by the Sea, de Edwin S. Porter (1911)
- The Sheriff
- The Sailor's Love Letter
- The Big Dam, de J. Searle Dawley (1911)
- Mary's Masquerade, de Bannister Merwin (1911)
- How Mrs. Murray Saved the American Army, de J. Searle Dawley (1911)
- Three of a Kind, de J. Searle Dawley (1911)
- A Modern Cinderella, de J. Searle Dawley (1911)
- A Perilous Ride, de J. Searle Dawley (1911)
- Pull for the Shore, Sailor!
- Keeping Mabel Home
- Buckskin Jack, the Earl of Glenmore
- The Sign of the Three Labels
- How Sir Andrew Lost His Vote, de Ashley Miller (1911)
- The Actress (1911)
- Will You Marry Me? (1911)
- Gossip (1912)
- His Fate's Rehearsal
- Next
- The Maid of Honor, de Charles Brabin (1913)
- His Wife (1914)
- Eugene Aram, de Richard Ridgely (1915)
- Shadows from the Past, de Richard Ridgely (1915)
- Ranson's Folly, de Richard Ridgley (1915)
- The Magic Skin, de Richard Ridgley (1915)
- The Destroying Angel
- The Heart of the Hills
- The Martyrdom of Philip Strong, de Richard Ridgely (1916)
- A Message to Garcia
- The Master Passion
- Where Love Is
- The Ghost of Old Morro
- The Grell Mystery
- Power
- Singed Wings
- The Love Trap, de John Ince (1923)